# Castillo de la Señoría
El Castillo de la Señoría se halla en el centro de Alfara del Patriarca. También se le conoce por el Castillo-Palacio de los Cruilles, y popularmente en la localidad como el castell. La construcción del palacio data del siglo XIV, la misma corresponde a la típica casa señorial, es de planta cuadrada y consta de tres plantas; cuenta en sus esquinas con fuertes torres, de las que solamente queda una en pie. En el interior se encuentra un patio central.  Es propiedad del Ayuntamiento y se utiliza para albergar instalaciones municipales.
En 1985 fue declarado BIC con la categoría de monumento, dentro del Patrimonio Nacional y en el Patrimonio Cultural de la Generalidad Valenciana. Su número es R-I-51-0010657.
Se encuentra en muy buen estado, pero notablemente modificado respecto a su aspecto original por los sucesivos propietarios y usos a los que ha sido destinado, lo que por otra parte lo ha salvado de una segura ruina o derribo.

## Historia
El castillo se encuentra en el municipio de Alfara del Patriarca, a una altitud de 35 metros sobre el nivel del mar. Los orígenes documentados relativos a Alfara del Patriarca se remontan al periodo de dominación islámica en el que fue una alquería musulmana compuesta de dos casas con sus heredades independientes.
La conquista de Alfara del Patriarca se llevó a cabo en el año 1249, y las dos alquerías fueron donadas por Jaime I de Aragón a Ximén Pérez de Tarazona y a los Jurados y Concejos de Daroca respectivamente. El uno y los otros se deshicieron pronto de sus propiedades, que fueron designadas con los nombres de sus nuevos propietarios: Alfara d'En Losá y Alfara d'En Sadorní. Se levantaron nuevos edificios y se formó un caserío que compró el Jurisperito valenciano Guillem Jáfer antes de 1341 y en 1388 lo vendió a Bonifacio Ferrer hermano de San Vicente, quien en 1394 obtuvo de Juan I la creación del Señorío jurisdiccional de Alfara. En el año 1396 sería vendido por doble precio de que le había costado a Bartolomé Cruilles.
La familia Cruilles sería titular hasta finales del siglo XVI, cuando en 1595, Cosme Cruilles vendió el señorío a Juan de Ribera, arzobispo de Valencia. Pocos años después, en 1601, se cedería al Real Colegio del Corpus Christi de Valencia, quien ejercería la jurisdicción señorial hasta la extinción de estos derechos en 1819. También se erigiría en parroquia independiente de la de Moncada. Ramón Cabrera, caudillo del pretendiente Carlos V, sorprendió e hizo prisionero en el último tercio del año 1834, al destacamento de las tropas liberales que estaba oyendo misa en la iglesia parroquial de este pueblo y dos años más tarde, El Serrador, al frente también de una partida carlista, incendió las mieses del término.
El palacio de Cruilles fue edificado en el siglo XIV y es una típica construcción señorial de fuertes torres en las esquinas.
Ha sido muy modificado respecto a su aspecto original por los sucesivos propietarios y usos que ha tenido. En los años ochenta fue objeto de varias intervenciones por parte de la Diputación Provincial. Estas intervenciones fueron en realidad cuatro fases de un proyecto muy ambicioso de Adaptación para los Servicios Municipales y con ellas se salvó de la ruina a la vez que cambió sensiblemente su fisonomía aunque se respetó en lo básico su estructura. Las obras consistieron en la demolición de elementos ruinosos, consolidación de forjados y muros, reparación de cubiertas, remodelación de fachada y dotación de instalaciones; en su interior se instalaron: un ambulatorio y biblioteca en planta baja, sala de exposiciones y locales de usos varios en las plantas.

## Descripción
Es un edificio que presenta la típica estructura de mansión señorial, planta sensiblemente cuadrada en torno a un patio con la escalera cubierta por una amplia marquesina. Probablemente su planta sea fruto de una antigua ampliación, al edificio original se le anexiona el contiguo, más sencillo, que queda unificado con el primitivo por medio de la prolongación de la logia superior. El acceso era a través de dos puertas adinteladas, la del palacio en sí y la del edificio contiguo.
Tiene tres alturas, planta baja, principal y cambras, que se convierten en cuatro en la torre. La fachada, en su configuración actual es fruto de la corriente historicista que imperaba en la época de la intervención: las puertas adinteladas se convierten en arcos de medio punto, se copia de las existentes en el palacio, una ventana bífora con arcos trilobulados sobre la puerta del edificio contiguo y el resto se visten de recercados pétreos moldurados (copiando los del Palacio de la Generalidad Valenciana), se acaba de rematar la fachada corriendo un zócalo aplacado de piedras; la escalera del patio se reconstruye íntegramente con baranda de piedra y peldaños forrados del mismo material; se modifican los huecos de paso con recercados de escayola de perfil mixtilíneo, siendo difícil diferenciar cuales son los originales; se restaura la logia superior que se cierra herméticamente con carpintería metálica oculta y vidrio. Se respetan las bóvedas aristadas de ladrillo en planta baja y se refuerzan los forjados con capa de compresión con mallazo desconociéndose el nivel de sustitución de viguetas.
En la estancia del primer piso de la torre quedan vestigios de lo que debió ser el antiguo oratorio; conserva el alfarje decorado, probablemente de la época en que Bonifacio Ferrer era Señor de Alfara; las paredes están repintadas pero no en toda su altura, lo que permite apreciar los restos muy difusos de las pinturas murales que la decoraban y un friso con una leyenda en latín. La tradición relaciona esta habitación con la estancia de San Vicente Ferrer en la localidad.